# 萧育轩
萧育轩（1937年—2012年），男，原名萧毓辉，湖南涟源人，中国儿童文学作家。

## 生平
1937年10月5日（农历九月初二）生于湖南涟源县檀山坳。父亲是水泥匠。1951年考入涟源第四中学。1954年初中毕业后，考入沈阳电力技工学校。翌年提前毕业回湖南工作，随中南火电安装公司，奔走于湖广之间。1957年转入湖南省鲤鱼江电厂。1958年开始学习写作，办黑板报、墙报和广播。1961年在《湖南文学》七、八月合刊试写小说。
1962年7月，在《湖南文学》发表处女作小说《刘兰》，随后又推出《迎冰曲》，被译成英文。同年，在《人民文学》发表小说《风火录》，不久被改编成话剧《电闪雷鸣》。
文化大革命期间被下放至农村，1972年调至冷水江金竹山电厂工作。1977年，小说《心声》和《希望》发表在4、6月号《人民文学》。《心声》为文化大革命后该刊发表的第一篇揭批四人帮的小说，引起国际文学界注目，被评为湖南省优秀文学作品奖。1978年，被调至娄底地区文联，任文学专干、编辑。1979年入中国作家协会。兼任湖南省作家协会副主席。1982年，调至湖南省总工会主办的《主人翁》杂志社，任记者、编辑，后升任副主编。1982年，发表小说《孟广德那老头》，被中央电视台改为广播剧。1982年发表《烛泪》，获《少年文艺》优秀奖。1985年入湖南省作家协会，担任《新闻人物》总编辑。
2012年7月22日在长沙逝世，享年75岁。

## 作品
代表作长篇小说《乱世少年》描写了一位14岁少年在文化大革命中的传奇式经历，1983年出版。获全国首届儿童文学长篇小说奖，上海儿童文学长篇小说奖（陈伯吹儿童文学奖），被共青团中央推荐为全国青少年优秀读物，由文化部等单位评为全国优秀图书二等奖，并被日本汉学家石田稔译成日文，在日本出版发行。